# رودلف مارش
رودلف مارش (آلمانی: Rudolf Maresch؛ زادهٔ ۲۵ نوامبر ۱۹۳۴) دوچرخه‌سوار اهل اتریش است. وی در بازی‌های المپیک تابستانی ۱۹۵۶ شرکت کرده است.